# Тополица
Тополица (болг. Тополица) — село в Бургасской области Болгарии. Входит в состав общины Айтос. Находится примерно в 12 км к западу от центра города Айтос и примерно в 39 км к северо-западу от центра города Бургас. По данным переписи населения 2011 года, в селе  проживало 979 человек.

## Население
| Год     | 1934 | 1946 | 1956 | 1965 | 1975 | 1985 | 1992 | 2001 | 2011 |
| ------- | ---- | ---- | ---- | ---- | ---- | ---- | ---- | ---- | ---- |
| Жителей | 1107 | 734  | 710  | 1116 | 1020 | 1127 | 1076 | 1043 | 979  |

| Национальность  | Человек | Процент |
| --------------- | ------- | ------- |
| болгары         | 292     | 30,45%  |
| турки           | 650     | 67,78%  |
| другие          | 12      | 1,25%   |
| не определились | 5       | 0,52%   |
| Всего ответов   | 959     |         |

|  |